# 阿拉西
阿拉西是巴西巴伊亚州的一个市镇。总面积1524.068平方公里，总人口54713人，人口密度35.9人/平方公里。